# Patrick Ekeng
Patrick Claude Ekeng Ekeng (* 26. März 1990 in Yaoundé; † 6. Mai 2016 in Bukarest, Rumänien) war ein kamerunischer Fußballspieler.

## Werdegang
Ekeng begann seine Fußball-Laufbahn 2006 im Alter von 16 Jahren beim Verein seiner Heimatstadt Canon Yaoundé, bei dem er auch 2008 seinen ersten Vertrag als Profi erhielt. 2009 wechselte er nach Frankreich zum Le Mans FC, wo er bis 2013 unter Vertrag stand. 2011 wurde er für ein halbes Jahr an AF Rodez verliehen. 2013 wechselte er nach 35 Spielen und einem Tor für Le Mans zum FC Lausanne-Sport, wo er in einer Saison 28 Spiele absolvierte und zwei Tore schoss. Im Anschluss daran wechselte er zum FC Córdoba. Seit 2015 war er bei Dinamo Bukarest unter Vertrag. Im Halbfinale des rumänischen Pokals Ende April 2016 schoss er sein erstes Tor für den Verein.
Sein internationales Debüt gab Ekeng 2009 bei der U-20-Fußball-Weltmeisterschaft 2009 in Ägypten, bei der er mit der U-20-Nationalmannschaft bereits in der Vorrunde ausschied. 2015 gab er sein Debüt in der A-Nationalmannschaft. Zudem war er auch für die Fußball-Afrikameisterschaft 2015 im Kader vorgesehen, musste aber verletzungsbedingt passen.
Ekeng brach am 6. Mai 2016 in der 70. Minute des Ligaspiels gegen FC Constanța sieben Minuten nach seiner Einwechslung nach einem Herzinfarkt zusammen. Trotz mehr als einstündiger Wiederbelebungsversuche starb Ekeng wenig später in der Klinik. Noch am Abend seines Todes wurde bekannt, dass Ekeng an Herzbeschwerden gelitten haben soll. Ekeng ist, nach Cătălin Hâldan im Jahr 2000, der zweite Spieler Dinamo Bukarests, der während eines Spiels zusammengebrochen und gestorben ist. Aufgrund möglicher schwerer Versäumnisse bei der ärztlichen Versorgung Ekengs vor seiner Einlieferung in das Krankenhaus nahm die rumänische Polizei Ermittlungen auf. Am 11. Mai 2016 wurde nach der Obduktion des Kameruners bekannt, dass Ekeng an mehreren Fehlbildungen am Herzen litt. Ob dies auch die Ursache für den Herztod gewesen ist, ist jedoch nicht klar.